# Ivan Prelec
Ivan Prelec (født 24. juli 1987) er en kroatisk professionel fodboldtræner. Han er nuværende træner for den danske klub Vejle BK.

## Trænerkarriere
Han startede som træner i 2006, kun 19 år gammel. Han stod i spidsen for Dinamo Zagrebs ungdomshold i 2014, og senere blev han træner for U17-holdet.[kilde mangler]
I 2017 skiftede han til HNK Gorica, hvor han først fungerede som assisterende træner, men i februar 2018 blev han udnævnt til klubbens cheftræner. Som træner for Gorica vandt han den kroatiske andenliga i 2017-18. I juni 2018 forlod han Gorica og blev assisterende træner for Legia Warszawa under Dean Klafurićs trænerstab.
Den 15. juni 2019 blev han udnævnt til ny træner for NK Istra 1961, efterfulgt af Igor Cvitanović..
Den 15. marts 2022 blev han træner for den danske Superliga-klub Vejle Boldklub. Han var cheftræner for klubben indtil den 23. september 2024, hvor han sagde op på grund af en dårlig sæsonstart, hvor Vejle havde tabt alle 10 kampe.
Ivan Prelec har siden overtaget jobbet som cheftræner hos Vejle Boldklub igen, efter han blev genansat i klubben af den nytilkomne sportschef Mikkel Hemmersam. Prelec kommer til at stå i spidsen for mandskabet i 25/26 Superliga sæsonen.

## Trænerstatistik
Oversigten er opdateret til og med 28. april 2025
| Klub             | Fra              | Til                | Statistik | Statistik | Statistik | Statistik | Statistik | Statistik | Statistik | Statistik |
| Klub             | Fra              | Til                | S         | V         | U         | T         | MF        | MM        | MS        | Sejr %    |
| ---------------- | ---------------- | ------------------ | --------- | --------- | --------- | --------- | --------- | --------- | --------- | --------- |
| HNK Gorica       | 10. januar 2018  | 14. juni 2018      | 14        | 9         | 3         | 2         | 6         | 13        | −7        | 64,29     |
| Istra 1961       | 15. juli 2019    | 15. august 2020    | 42        | 8         | 10        | 24        | 59        | 48        | +11       | 19,05     |
| Dinamo Zagreb II | 14. oktober 2020 | 6. april 2021      | 15        | 3         | 3         | 9         | 6         | 13        | −7        | 20,00     |
| Vejle Boldklub   | 15. marts 2022   | 23. september 2024 | 96        | 39        | 21        | 36        | 140       | 119       | +21       | 40,63     |
| Total            | Total            | Total              | 167       | 59        | 37        | 71        | 211       | 193       | +18       | 35,33     |